# NGC 1690
NGC 1690 ist eine elliptische Galaxie vom Hubble-Typ E im Sternbild Orion. Sie ist schätzungsweise 388 Millionen Lichtjahre von der Milchstraße entfernt.
Das Objekt wurde am 5. Februar 1831 von John Herschel entdeckt.